# Europees kampioenschap voetbal vrouwen 1989
Het Europees kampioenschap voetbal vrouwen 1989 was een voetbaltoernooi gehouden in West-Duitsland.
Het toernooi begon met de kwalificatie voor de kwartfinales. De zeventien teams werden verdeeld over drie groepen van vier en één groep van vijf teams. De nummers één en twee gingen door naar de kwartfinales. De eindronde begon vanaf de halve finales.

## Kwalificatie

### Groepsfase

#### Groep 1
| Land       | Wed | Win | Gel | Ver | DV | DT | +/– | Pnt |
| ---------- | --- | --- | --- | --- | -- | -- | --- | --- |
| Denemarken | 6   | 5   | 0   | 1   | 12 | 6  | +6  | 10  |
| Noorwegen  | 6   | 2   | 1   | 3   | 10 | 10 | 0   | 5   |
| Engeland   | 6   | 2   | 1   | 3   | 6  | 10 | –4  | 5   |
| Finland    | 6   | 1   | 2   | 3   | 9  | 11 | –2  | 4   |

#### Groep 2
| Land      | Wed | Win | Gel | Ver | DV | DT | +/– | Pnt |
| --------- | --- | --- | --- | --- | -- | -- | --- | --- |
| Nederland | 5   | 4   | 1   | 0   | 8  | 0  | +8  | 9   |
| Zweden    | 4   | 1   | 2   | 1   | 5  | 2  | +3  | 4   |
| Ierland   | 5   | 1   | 1   | 3   | 3  | 9  | –6  | 3   |
| Schotland | 2   | 0   | 0   | 2   | 1  | 6  | –5  | 0   |

#### Groep 3
| Land        | Wed | Win | Gel | Ver | DV | DT | +/– | Pnt |
| ----------- | --- | --- | --- | --- | -- | -- | --- | --- |
| Duitsland   | 6   | 4   | 2   | 0   | 18 | 0  | +18 | 10  |
| Italië      | 6   | 3   | 2   | 1   | 16 | 4  | +12 | 8   |
| Hongarije   | 6   | 1   | 1   | 4   | 8  | 14 | –6  | 3   |
| Zwitserland | 6   | 1   | 1   | 4   | 4  | 28 | –24 | 3   |

#### Groep 4
| Land              | Wed | Win | Gel | Ver | DV | DT | +/– | Pnt |
| ----------------- | --- | --- | --- | --- | -- | -- | --- | --- |
| Frankrijk         | 8   | 4   | 4   | 0   | 14 | 3  | +11 | 12  |
| Tsjecho-Slowakije | 8   | 4   | 4   | 0   | 10 | 3  | +7  | 12  |
| België            | 8   | 2   | 4   | 2   | 7  | 4  | +3  | 8   |
| Spanje            | 8   | 2   | 2   | 4   | 4  | 8  | –4  | 6   |
| Bulgarije         | 8   | 0   | 2   | 6   | 1  | 18 | –17 | 2   |

### Kwartfinale
Uitslagen 1e en tweede wedstrijd tussen haakjes. Samengevoegd staat normaal.
| Denemarken        | 2-6 (1-5, 1-1) | Zweden         |  |
| Noorwegen         | 5-1 (2-1,3-0)  | Nederland      |  |
| Tsjecho-Slowakije | 1-3 (1-1, 0-2) | West-Duitsland |  |
| Italië            | 4-1 (2-0, 2-1) | Frankrijk      |  |

## Eindronde

### Halve finales
Siegen
| West-Duitsland | 1(P)-1 | Italië |  |

Lüdenscheid
| Zweden | 1-2 | Noorwegen |  |

### Wedstrijd om de derde plaats
Osnabrück
| Zweden | 2-1 n.e.t.* | Italië |  |

*: n.e.t. betekent na extra tijd (Verlenging)

### Finale
Osnabrück
| West-Duitsland | 4-1 | Noorwegen |  |

| UEFA Europees kampioenschap vrouwenvoetbal Winnaar 1989 |
| ------------------------------------------------------- |
|                                                         |
| DUITSLAND 1e titel                                      |

## Doelpuntenmakers
2 doelpunten
- Ursula Lohn
- Sissel Grude

1 doelpunt
- Angelika Fehrmann
- Heidi Mohr
- Silvia Neid
- Feriana Ferraguzzi
- Elisabetta Vignotto
- Linda Medalen
- Helen Johansson
- Pia Sundhage
- Lena Videkull